# Chris Prendergast
Pour les articles homonymes, voir Prendergast.
Christopher "Chris" Prendergast, né le 19 septembre 1994 à Winnipeg, est un coureur cycliste canadien.

## Biographie
Ancien patineur, Chris Prendergast participe aux Jeux du Canada de 2011 dans cette discipline. Après ces jeux, il délaisse ce sport pour le cyclisme, qu'il pratique en parallèle depuis l'âge de treize ans,. 
Chez les juniors (moins de 19 ans), il devient vice-champion du Canada sur route en 2012. La même année, il court en France au VC Morteau Montbenoit, terminant notamment dix-huitième de la Ronde des vallées. Il est également sélectionné pour les mondiaux juniors de Fauquemont, où il abandonne.
Il rejoint l'UC Aubenas en 2013, pour son passage chez les espoirs. Onzième du Tour du Beaujolais, il revient ensuite au Canada en 2014 au sein de l'équipe H&R Block. En 2015, il intègre une autre formation canadienne, dénommée Jet Fuel Coffee. Il termine notamment deuxième de la Killington Stage Race aux Etats-Unis.
Pour l'année 2016, il retourne au sein de son ancienne formation H&R Block, où son directeur sportif Mark Ernsting loue ses bonnes qualités de rouleur et de grimpeur. Ayant terminé ses études à l'Université du Manitoba, il peut désormais à se consacrer pleinement à sa passion.

## Palmarès sur route

### Par année
- 2011
  -  Champion du Canada du critérium juniors
  - 2e étape des Bikes on Broadway
  - Stony Mountain Criterium
- 2012
  -  Champion du Canada sur route juniors
- 2015
  - 2e de la Killington Stage Race
- 2022
  - 1re étape de la Killington Stage Race
  - 2e de la Killington Stage Race

### Classements mondiaux
| Année            | 2016 | 2017 |
| ---------------- | ---- | ---- |
| UCI America Tour | 515e | 333e |
| UCI Asia Tour    |      | 583e |

## Palmarès en cyclo-cross
- 2014-2015
  - 3e du championnat du Canada de cyclo-cross espoirs